# Atrichum brevilamellatum
Atrichum brevilamellatum är en bladmossart som beskrevs av Hugh Neville Dixon och Thériot 1942. Atrichum brevilamellatum ingår i släktet sågmossor, och familjen Polytrichaceae. Inga underarter finns listade i Catalogue of Life.